# Hosszúpályi
Hosszúpályi là một làng thuộc hạt Hajdú-Bihar, Hungary. Làng này có diện tích 79,18 km², dân số năm 2010 là 5829 người, mật độ 74 người/km².